# RNK virus
RNK virus je virus koji ima RNK (ribonukleinsku kiselinu) kao svoj genetički materijal. Ova nukleinska kiselina je obično jednolančana RNK (ssRNA), mada se može javiti u vidu dvolančane RNK (dsRNA). Značajne ljudke bolesti uzrokovane RNK virusima obuhvataju ebolnu hemoragičnu groznicu, SARS, besnilo, običnu prehladu, grip, hepatitis C, groznicu Zapadnog Nila, polio i male boginje.
Međunarodni komitet za taksonomiju virusa (ICTV) klasifikuje RNK viruse kao one koji pripadaju Grupi III, Grupi IV ili Grupi V sistema klasifikovanja virusa Baltimorove klasifikacije i ne smatraju se virusi sa DNK intermedijerima u svom životnom ciklusu kao RNK virusi. Virusi sa RNK u njihovom genetičkom materijalu, koji isto tako imaju DNK intermedijere u svom replikacionom ciklusu se nazivaju retrovirusima, i sačinjavaju Grupu VI Baltimorove klasifikacije. Značajni ljudski retrovirusi su HIV-1 i HIV-2, koji su uzročnici bolesti AIDS.
Još jedan termin za RNK viruse koji eksplicitno isključuje retroviruse je ribovirus.

## Spoljašnje veze
- RNA Viruses на 